# Zmarzłe Oka

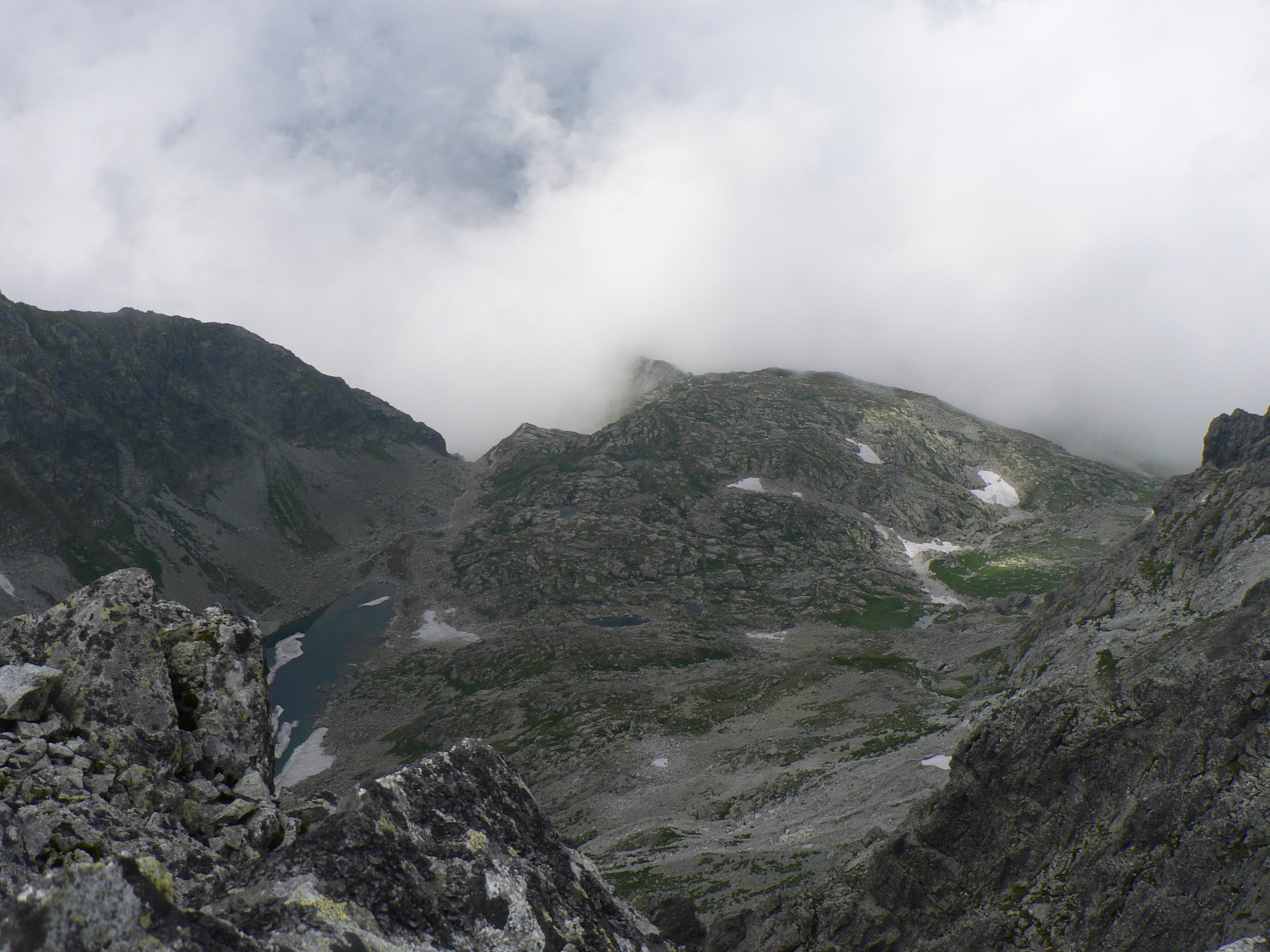
Zmarzłe Oka po prawej i Zmarzły Staw pod Polskim Grzebieniem po lewej

Zmarzłe Oka (słow. Zamrznuté oká) – grupa kilku małych stawków znajdujących się w obrębie Kotła pod Polskim Grzebieniem w słowackiej części Tatr Wysokich. Zmarzłe Oka leżą na ryglu skalnym pokrytym materiałem morenowym zamykającym od północy Kocioł pod Polskim Grzebieniem, nieco na północ od Zmarzłego Stawu pod Polskim Grzebieniem. Nieco na południowy zachód od niech przebiega niebiesko znakowany szlak turystyczny prowadzący z Łysej Polany na Rohatkę.
Zdarza się, że Zmarzłe Oka pokryte są lodem i śniegiem nawet do późnego lata. Ich nazewnictwo pochodzi od pobliskiego Zmarzłego Stawu pod Polskim Grzebieniem.